# Такэсита, Ёсиэ
Ёсиэ Такэсита (яп. 竹下佳江 Такэсита Ёсиэ, род. 18 марта 1978, Китакюсю), в некоторых источниках ошибочно Йошие Такешита — японская волейболистка, связующая. Рост — 159 см, вес — 52 кг.

## Игровая карьера
Выступала за клубы: «НЕК Ред Рокетс» Кавасаки (1996—2002), «Джей-Ти Марвелус» Нисиномия (2002—2012). В сборной Японии дебютировала в 1997 году на Всемирном Кубке чемпионов. Принимала участие в летних Олимпийских играх 2004, 2008 и 2012 годов. После Игр в Лондоне-2012 завершила игровую карьеру.

## Достижения
- Бронзовый призёр Олимпийских игр (2012)
- Чемпионка мира среди юниорских команд (1995)
- Чемпионка Азии (2007)
- Серебряный (2003, 2011) и бронзовый (1997, 1999, 2005, 2009) призёр чемпионатов Азии
- Серебряный призёр Азиатских игр (2006)
- Чемпионка Японии (1997, 2000, 2011)
- Бронзовый призёр чемпионата мира-2010

Признавалась лучшей связующей чемпионата мира-2006, Гран-при (2008, 2009), Всемирного Кубка чемпионов-2009, чемпионата Азии-2011, Кубка мира-2011, самым ценным игроком (MVP) чемпионата мира-2006.